# Metropolitní katedrála (Santiago de Chile)
Metropolitní katedrála v Santiagu (španělsky: Catedral Metropolitana de Santiago), také Katedrála Nanebevzetí Nejsvětější Panny Marie, je hlavní katolický metropolitní chrám v Chile, sídlo arcidiecéze a santiagského arcibiskupa. Je situována v historickém centru města na Plaza de Armas (hlavním náměstí města) a z jižní strany k ní přiléhá arcibiskupský palác. Současná budova je vystavěna převážně v neoklasicistním stylu.

## Historie

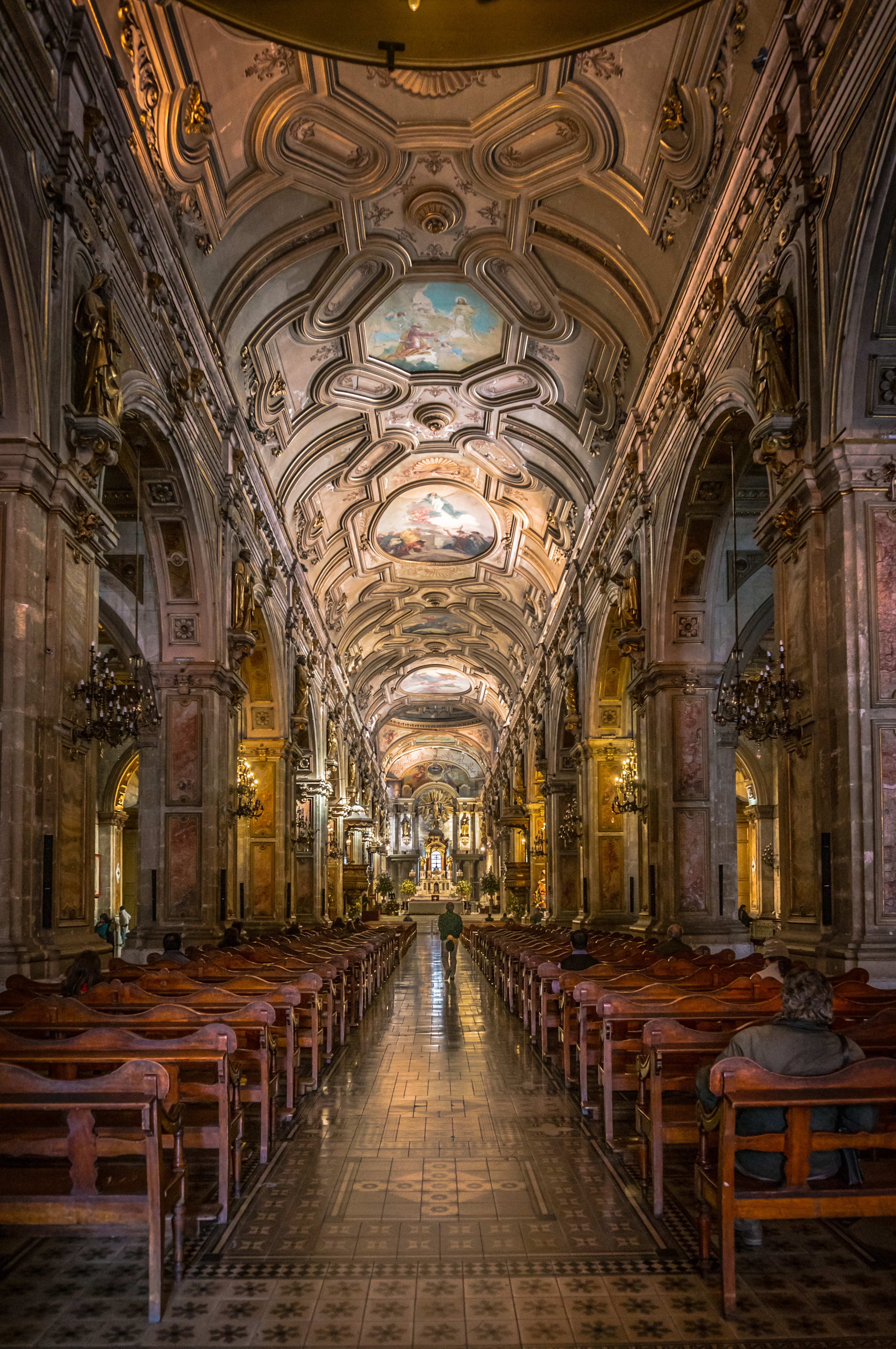
Interiér hlavní lodi katedrály

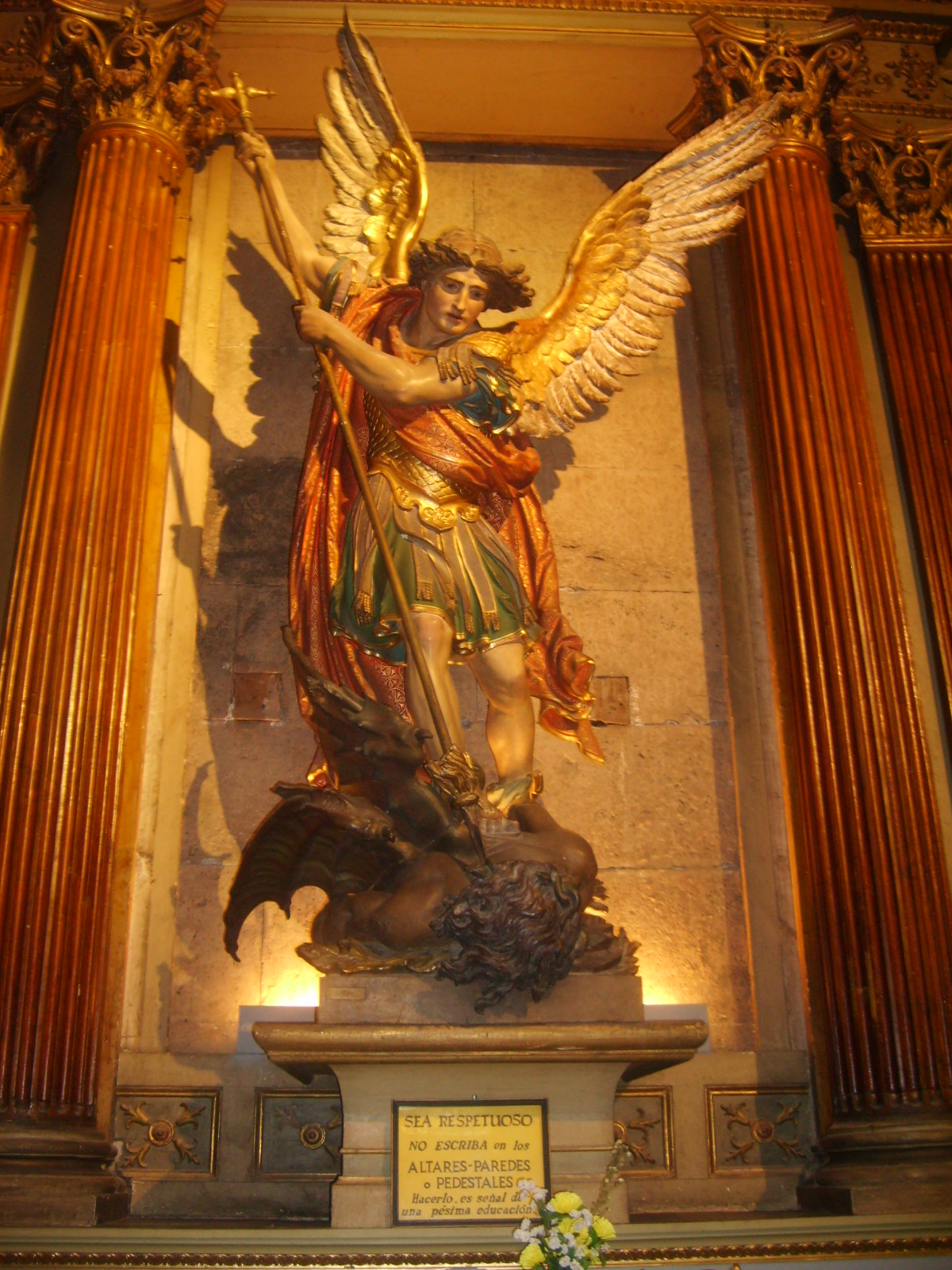
Oltář archanděla Michaela

Při založení nového sídla španělských kolonizátorů roku 1541 conquistador Pedro de Valdivia jeho architekt Gamba vytyčili urbanistický plán vojenské pevnosti se sídlem guvernéra, vězením a kostelem sv. Jakuba. První kostel na místě dnešní katedrály byl vysvěcen roku 1566 a jeho hlavní loď pobořena zemětřeseními v letech 1647 a 1657. Druhý projekt dodali dva architekti jezuitského řádu Peter Vogl a Juan Hagen. Ten byl realizován kolem roku 1730 a stavba opět poničena následujícími zemětřeseními, až do dokončení třetího projektu neoklasicistní katedrály zůstala bez věží.

## Popis
Architektura Stavba má barokní koncept: půdorys monumentální trojlodní baziliky s dvouvěžovým průčelím na západní straně a s kupolí v křížení hlavní lodi a transeptu. Poškozena zemětřeseními byla tato barokní stavba podle projektu architekta Joaquína Tuescy v letech 1748 až 1800 postupně přestavěna v neoklasicistním stylu. Trojosé vstupní průčelí je barokní z doby kolem roku 1730, stejně jako základy kostela a kaplí, krypta je z doby renesanční.
Interiér má valené klenby se štukovými zrcadly, fresky pocházejí převážně z průběhu 19. století. Hlavní loď i boční lodi jsou osvětleny malými termálními okny. Hlavní oltář z červeného a bílého mramoru je baldachýnový, trojstupňový, se čtyřmi sochami andělů v nárožích a s dvojramenným schodištěm pro poutníky. Pod ním je nejstarší část stavby: arcibiskupská krypta, v níž visí románský krucifix, cenná dřevořezba ze 12. století.
Z barokního vybavení chrámu se dochovaly: celý stříbrný oltář kaple Nejsvětější svátosti v závěru severní boční lodi, některé oltářní sochy a obrazy, například mramorová pieta na oltáři Bolestné Panny Marie nebo socha archanděla Michaela v boji s ďáblem. Z oltářních obrazů jsou pozoruhodné dva náměty: sv. Antonín Paduánský klečí před Pannou Marií a Sv. František Saleský s andělem